# Yoshinobu Ishii
Yoshinobu Ishii (japonès: 石井義信)  (Fukuyama, 13 de març de 1939 - Japó, 26 d'abril de 2018) va ser un futbolista japonès que disputà un partit amb la selecció japonesa.